# Eleição presidencial nos Estados Unidos em 1884
A eleição presidencial dos Estados Unidos de 1884 foi a vigésima-quinta eleição presidencial do país. Foi a primeira eleição em que um democrata se elegeu como presidente dos Estados Unidos desde a eleição de 1856 (depois da Guerra Civil). O presidente eleito anteriormente, James A. Garfield havia falecido em 19 de setembro de 1881 devido a um tiro que ele havia levado em 2 de julho. Assim, assumiu o vice Chester A. Arthur. O governador de Nova Iorque Grover Cleveland derrotou o candidato republicano, o senador James G. Blaine para quebrar a maior série de derrotas para qualquer grande partido na história política americana (seis consecutivas nas eleições presidenciais). Nova Iorque decidiu a eleição, para o governador Cleveland foram atribuídos 36 votos do Colégio Eleitoral do estado. Cleveland recebeu apoio dos democratas e de republicanos reformistas ("mugwumps", independentes) que não gostavam do histórico de seu oponente republicano. A campanha foi marcada pela animosidade política excepcional e invectivas pessoais.

## Processo eleitoral
A partir de 1832, os candidatos para presidente e vice começaram a ser escolhidos através das Convenções. Os delegados partidários, escolhidos por cada estado para representá-los, escolhem quem será lançado candidato pelo partido. Os eleitores gerais elegem outros "eleitores" que formam o Colégio Eleitoral. A quantidade de "eleitores" por estado varia de acordo com a quantidade populacional do estado. Em quase todos os estados, o vencedor do voto popular leva todos os votos do Colégio Eleitoral.

## Convenções

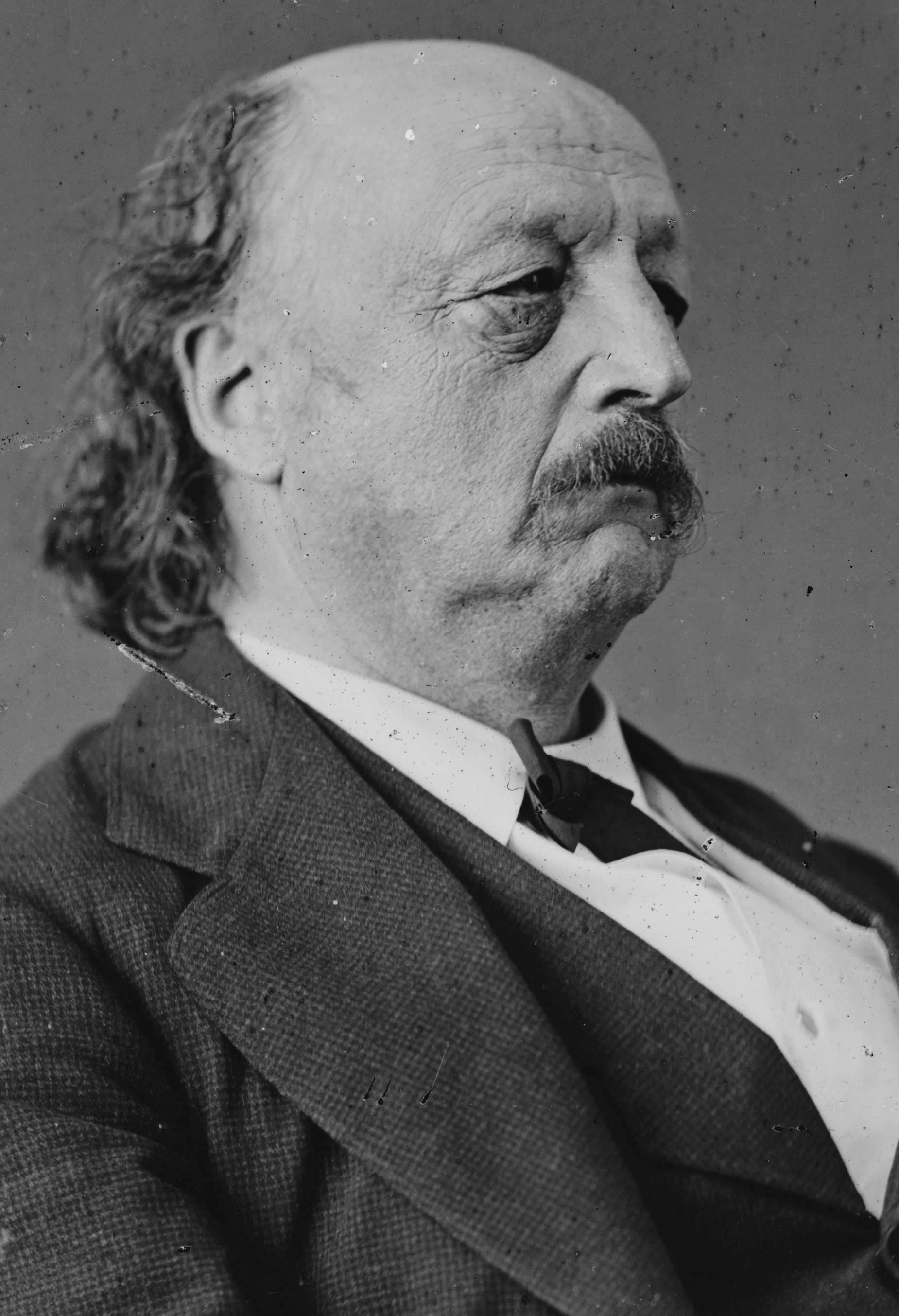
Benjamin F. Butler foi indicado a presidente pelos partidos Anti-Monopólio e Greenback.

### Convenção Nacional do Partido Anti-Monopólio de 1884
A Convenção Nacional do Partido Anti-Monopólio foi realizada em 14 de maio em Chicago. O partido tinha sido formado para expressar oposição à práticas de negócio das empresas emergentes a nível nacional. Havia delegados presentes de 16 estados, mas metade dos delegados vieram de Michigan e Illinois. Benjamin Franklin Butler foi nomeado para presidente no primeiro escrutínio com 124 votos contra 8 de outros. A convenção decidiu não nomear um candidato para vice, esperando que outras convenções endossariam uma plataforma semelhante e nomeariam um candidato a vice adequado.

### Convenção Nacional do Partido Greenback de 1884
A terceira Convenção Nacional do Partido Greenback (oficialmente o Partido Trabalhista Nacional Greenback) foi realizada entre 28 e 29 de maio em Indianapolis. Delegados de 28 estados e Distrito de Columbia estavam presentes. A convenção nomeou Benjamin Franklin Butler para presidente na primeira votação por 323 votos a 103 de outros. Absolom M. West foi indicado por unanimidade para a vice.

### Convenção Nacional doPartido Republicanode 1884

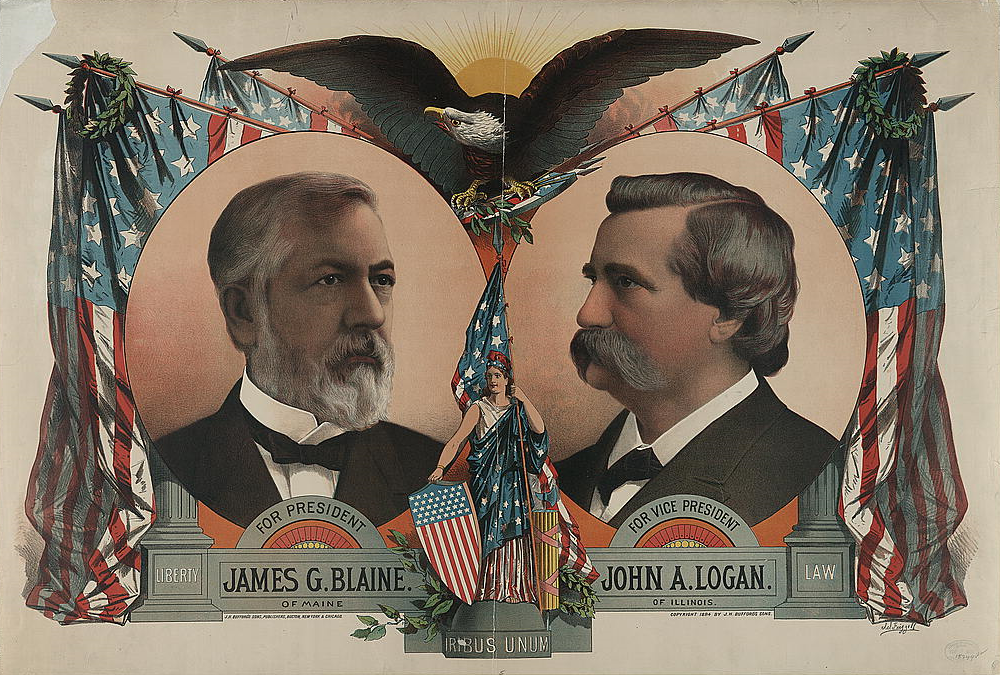
Cartaz republicano com Blaine e Logan.

A oitava Convenção Nacional Republicana foi realizada entre 3 e 6 de junho em Chicago. James G. Blaine foi indicado para presidente na quarta votação por 541 votos, a 278 de Chester A. Arthur, e a 212 votos de outros. John A. Logan foi nomeado para vice.

### Convenção Nacional do Partido Americano Proibição de 1884
O Partido Americano (Proibição) realizou sua convenção nacional entre 19 e 20 de junho em Chicago. O partido procurou mesclar os movimentos de reforma de antimaçonaria, proibição, antipoligamia, e eleição direta do Presidente em um novo partido. Durante a convenção, o nome do partido foi mudado de Partido Americano para o Partido Americano Proibição. O nome do partido foi o Partido Anti-Maçônico em 1880. O partido nomeou Samuel C. Pomeroy para presidente na primeira votação por 72 votos a 12 de outros. John A. Conant foi indicado para vice.

### Convenção Nacional doPartido Democratade 1884

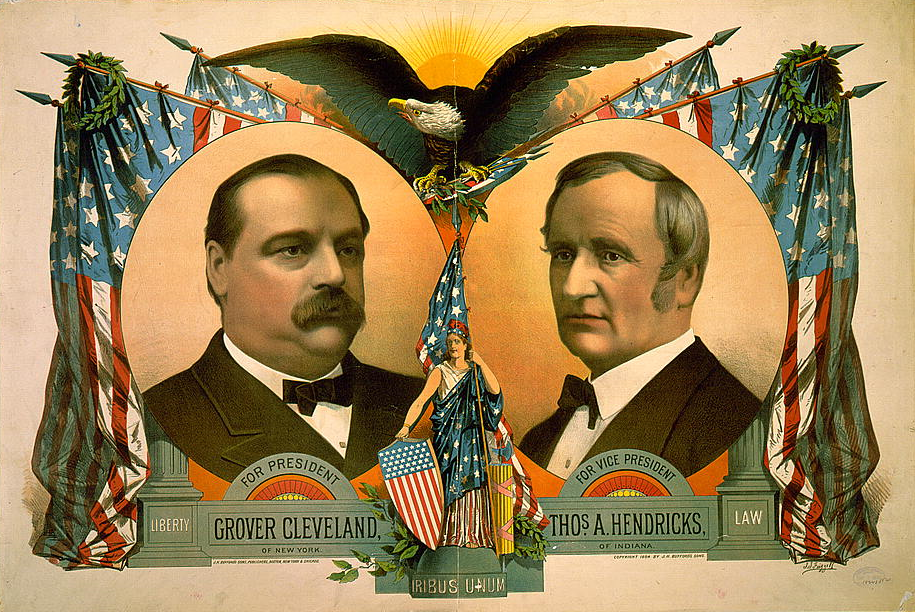
Cartaz democrata com Cleveland e Hendricks.

A décima-quarta Convenção Nacional Democrata foi realizada entre 8 e 11 de julho em Chicago. Grover Cleveland foi nomeado para presidente na segunda votação por 683 votos, a 170 de Thomas F. Bayard, a 124 de Thomas A. Hendricks, e a 258 de outros. Thomas A. Hendricks foi nomeado para vice.

### Convenção Nacional doPartido da Proibiçãode 1884
A quarta Convenção Nacional do Partido da Proibição foi realizada entre 23 e 24 de julho em Pittsburgh. Havia 505 delegados de 31 estados e territórios na convenção. Com unânimidade foi escolhido John P. St. John para presidente e William Daniel para vice.

### Convenção Nacional do Partido Direitos Iguais de 1884

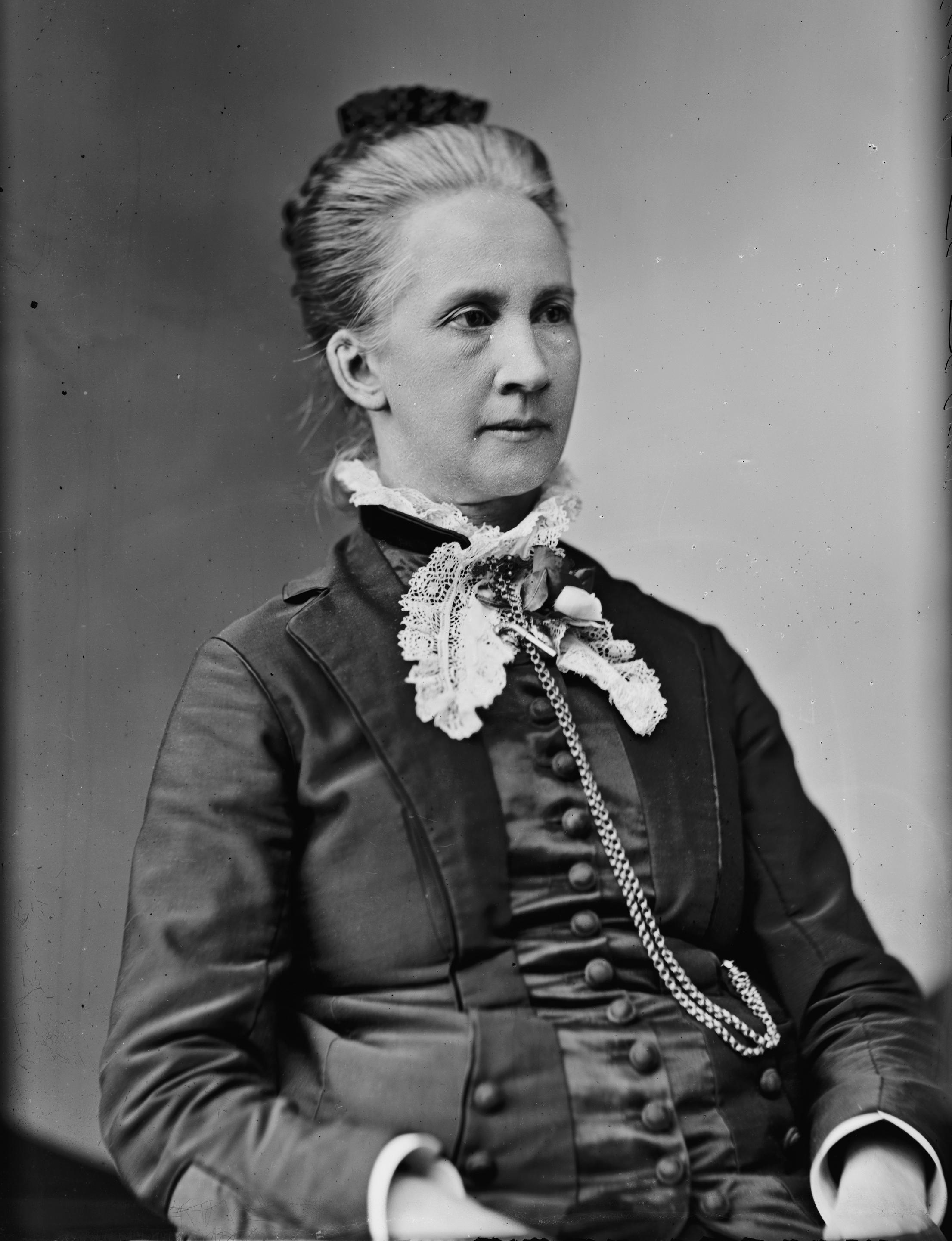
Belva Ann Lockwood.

Insatisfeito com resistência por parte dos homens dos grandes partidos ao sufrágio das mulheres, um pequeno grupo de mulheres anunciou a formação em 1884 do Partido Direitos Iguais. A Convenção Nacional do Partido Direitos Iguais foi realizada em 20 de setembro em São Francisco. A convenção nomeou a senhora advogada de Washington DC Belva A. Lockwood para presidente e Marietta L. Stow para vice. Belva disse: "Eu não posso votar, mas eu posso ser votada." Ela foi a primeira mulher a executar uma campanha completa para o ofício (Victoria Woodhull realizou uma campanha mais limitada em 1872). O partido não possuía dinheiro, mas Lockwood deu palestras para pagar viagens de campanha. Ela ganhou menos de 500 votos.

## Resultados
| Candidato presidencial                                           | Partido                                                          | Estado de origem                                                 | Voto popular                                                     | Voto popular                                                     | Colégio Eleitoral | Colégio Eleitoral | Running mate                | Running mate     | Running mate      |
| Candidato presidencial                                           | Partido                                                          | Estado de origem                                                 | Votos                                                            | %                                                                | Votos             | %                 | Candidato vice-presidencial | Estado de origem | Colégio Eleitoral |
| ---------------------------------------------------------------- | ---------------------------------------------------------------- | ---------------------------------------------------------------- | ---------------------------------------------------------------- | ---------------------------------------------------------------- | ----------------- | ----------------- | --------------------------- | ---------------- | ----------------- |
| Grover Cleveland                                                 | Partido Democrata                                                | Nova Jersey                                                      | 4.874.621                                                        | 48,50%                                                           | 219               | 54,6%             | Thomas A. Hendricks         | Ohio             | 219               |
| James G. Blaine                                                  | Partido Republicano                                              | Pensilvânia                                                      | 4.848.936                                                        | 48,25%                                                           | 182               | 45,4%             | John A. Logan               | Illinois         | 182               |
| Benjamin Butler                                                  | Partido Greenback/Partido Anti-Monopólio                         | Nova Hampshire                                                   | 175,096                                                          | 1,74%                                                            | 0                 | 0%                | Absolom M. West             | Alabama          | 0                 |
| John St. John                                                    | Partido da Proibição                                             | Indiana                                                          | 147.482                                                          | 1,47%                                                            | 0                 | 0%                | William Daniel              | Maryland         | 0                 |
| Outros                                                           | Outros                                                           | Outros                                                           | 3,619                                                            | 0,04%                                                            | 0                 | 0%                | Outros                      | Outros           | 0                 |
| Total                                                            | Total                                                            | Total                                                            | 10.049.754                                                       | 100%                                                             | 401               |                   |                             |                  | 401               |
| Votos minímos do Colégio Eleitoral de que se precisa para vencer | Votos minímos do Colégio Eleitoral de que se precisa para vencer | Votos minímos do Colégio Eleitoral de que se precisa para vencer | Votos minímos do Colégio Eleitoral de que se precisa para vencer | Votos minímos do Colégio Eleitoral de que se precisa para vencer | 201               |                   |                             |                  | 201               |

Fonte - Voto popular: Colégio Eleitoral: